# دفنة سولية
دفنة سولية (الاسم العلمي: Daphne souliei) هي نوع من النباتات تتبع جنس الدفنة من الفصيلة المثنانية.